# NGC 1612
NGC 1612 è una galassia lenticolare situata nella costellazione dell'Eridano, a una distanza di circa 236 milioni di anni luce dalla nostra Via Lattea.

## Scoperta
La galassia è stata scoperta il 21 dicembre 1881 dall'astronomo francese Édouard Stephan.

## Supernova
Il 14 dicembre 2000, all'interno di NGC 1612 è stata scoperta la supernova SN 2000fm da M. Schwartz, Cottage Grove (OR) oltre che da W. D. Li e A. V. Filippenko dell'Università della California - Berkeley nel corso del programma LOTOSS dell'Osservatorio Lick. La supernova è stata classificata di tipo II.